# マリーア・テレーザ・ディ・サヴォイア (パルマ公妃)
マリーア・テレーザ・ディ・サヴォイア（Maria Teresa di Savoia, 1803年9月19日 - 1879年7月16日）は、パルマ公カルロ2世の妃。

## 生涯
サルデーニャ王ヴィットーリオ・エマヌエーレ1世と、妃マリーア・テレーザの娘として、ローマのコロンナ宮殿で生まれた。全名は、マリーア・テレーザ・フェルナンダ・フェリシタス・ガエターナ・ピア・ディ・サヴォイア（Maria Teresa Fernanda Felicitas Gaetana Pia di Savoia）。オーストリア皇后となったマリア・アンナとは双子の姉妹である。姉妹は、ローマ教皇ピウス7世によって洗礼を施された。名付け親はオーストリア大公フェルディナントと妃マリーア・ベアトリーチェ・デステであった。
子供時代の多くをサルデーニャ島のカリャリで過ごした。ナポレオンの侵攻によって一家は島外へ逃れるが、1814年に父ヴィットーリオ・エマヌエーレ1世がピエモンテ支配を奪還し、一家はトリノへ移った。
1820年9月、ルッカでカルロ・ルドヴィーコと結婚した。2人の間には2子が生まれた。
- ルイーザ（1821年 - 1823年）
- カルロ3世（1823年 - 1854年）

マリーア・テレーザとカルロはぎくしゃくとした夫婦関係であった。また、彼女はカトリック信仰の篤い女性だった。そして、夫のカルロは、自身の楽しみのために政治的責任をおろそかにしていた。そのため、夫妻は結婚してからほとんど離れて暮らしていた。
1824年3月、カルロの生母が亡くなり、彼はルッカ公カルロ1世となった。
1847年12月、パルマ女公マリア・ルイーザが死に、ウィーン会議での取り決めに従い、カルロはルッカ公国とパルマ公国を交換し、パルマ公カルロ2世として即位した。1848年革命が勃発するまで、数ヶ月間ではあるがマリーア・テレーザはパルマの実質的な支配者であった。1849年3月、カルロ2世は退位し、息子カルロ3世が継承した。
マリーア・テレーザは息子カルロ3世の暗殺後、ヴィアレッジョにある自分の別荘に籠もって暮らした。のち、彼女はルッカの北にあるサン・マルティーノの別荘へ移った。